# Шейфер, Джон
Джон Шейфер (англ. Jon Shafer; род. 30 марта 1985 года) — американский геймдизайнер, геймдиректор и программист. Известен как геймдиректор стратегической игры Civilization V, разработанной Firaxis. На данный момент является руководителем студии Conifer Games, которую он основал в 2012 году.

## Биография
Шалфер родился и вырос в Ороре, Колорадо. Когда ему исполнилось 8 лет, отец начал учить его программированию и развил у него интерес к истории.
Комбинация этих интересов привела Шалфера к играм серии Civilization Сида Мейера. В старшей школе он разрабатывал модификации на Civilization III, после чего помогал в разработке дополнения к Civilization III, Conquests, в качестве бета-тестера, а затем — и Civilization IV. На ранних стадиях разработки Civilization IV он написал подробное руководство о том, как использовать скриптовый язык Python, благодаря чему попал на практику в Firaxis на должности программиста в 2005 году. Позднее он был нанят на полный рабочий день, выступая геймдизайнером и программистом двух дополнений к Civilization IV, Warlords и Beyond the Sword.
Шейфер обучался в Университете штата Колорадо в 2002—2005 годах, изучая историю и информатику. Получив работу в Firaxis, он забросил обучение, однако позднее закончил обучение в Тоусонском университете, получив степень бакалавра по истории.
После завершения Beyond the Sword, Шалфер был назначен ведущим геймдизайнером и программистом основного геймплея для Civilization V, следующей игры в серии. По словам Шейфера, на этой должности ему помог опыт создания модификаций к играм, в которые он играл в детстве, в частности — Panzer General.
В январе 2011 года Шейфер присоединился к Stardock для того, чтобы возглавить разработку неанонсированного проекта, а также помочь в разработке игр серии Elemental. В феврале 2013 года он объявил о том, что покидает Stardock и основывает собственную студию Conifer Games для разработки новой 4X-стратегии At the Gates. Средства на разработку игры были получены преимущественно благодаря успешной компании на Kickstarter, проведённой в феврале 2013 года.
В июне 2017 года Шейфер присоединился к студии Paradox Development Studio в качестве руководителя неанонсированного проекта, однако покинул её в ноябре того же года, сославшись на творческие разногласия.

## Игры
| Год  | Название                                      | Роль                       |
| ---- | --------------------------------------------- | -------------------------- |
| 2003 | Sid Meier’s Civilization III: Conquests       | тестировщик                |
| 2005 | Sid Meier’s Civilization IV                   | тестировщик, программист   |
| 2006 | Sid Meier’s Civilization IV: Warlords         | геймдизайнер               |
| 2007 | Sid Meier’s Civilization IV: Beyond the Sword | геймдизайнер               |
| 2010 | Sid Meier’s Civilization V                    | геймдиректор, геймдизайнер |
| 2012 | Elemental: Fallen Enchantress                 | геймдизайнер               |
| 2019 | At the Gates                                  | геймдиректор, геймдизайнер |